# Credit Suisse Challenge 2011

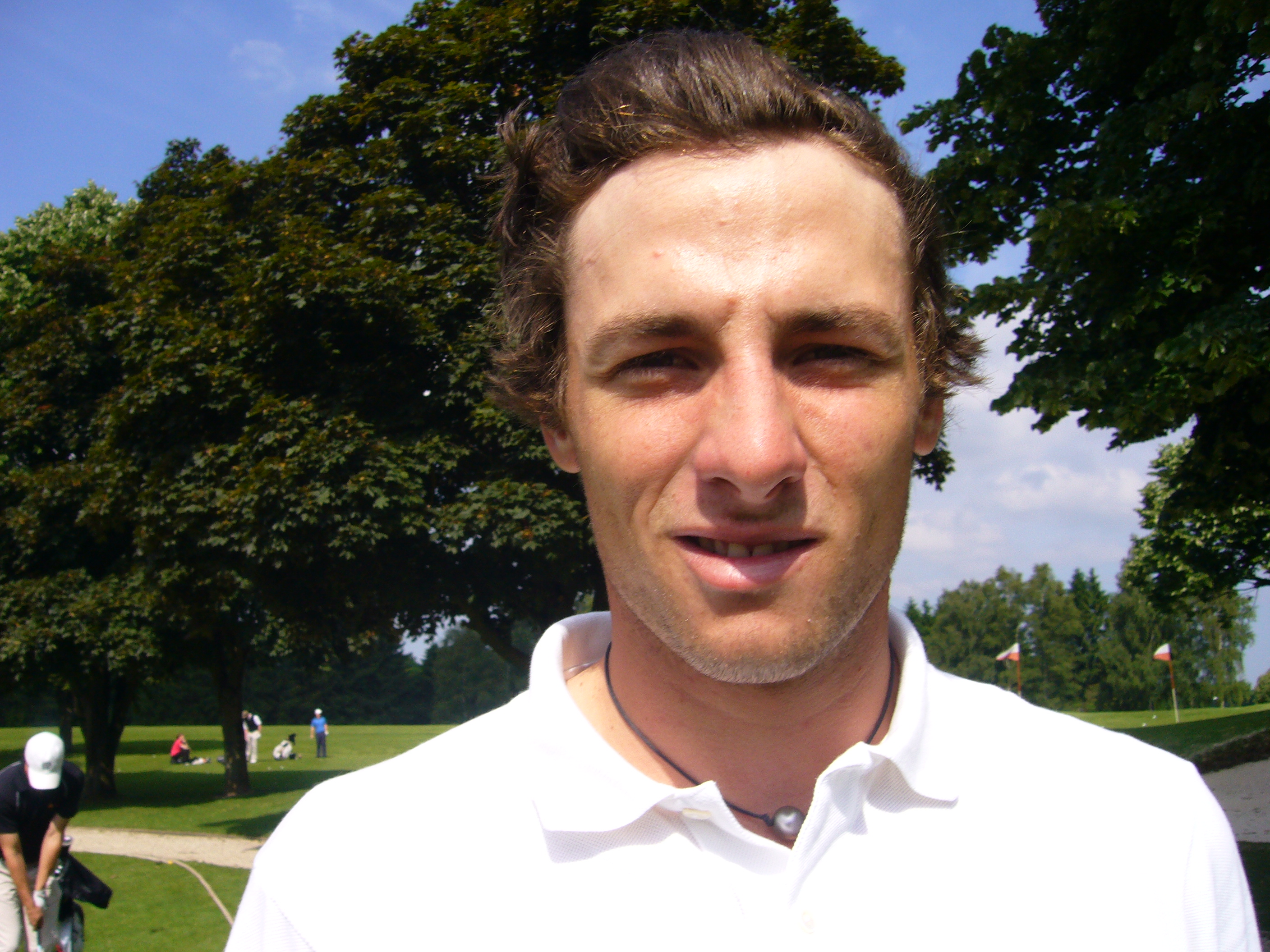
Benjamin Hebert, winnaar 2011

De Credit Suisse Challenge is een golftoernooi van de Europese Challenge Tour en wordt van 14-17 juli 2011 net als in 2010 gespeeld op de Golf Sempachersee. In 2010 werd het toernooi op dezelfde baan gewonnen door Alessandro Tadini met een score van -22.

## Verslag
De par van de baan is 71.

Ronde 1
Na ronde 1 staan 7 spelers aan de leiding met -5, includirf Tim Sluiter. Dan volgen er negen spelers op -4 en elf op -3, een heel hechte kopgroep.
Ronde 2
De Italiaanse rookie Andrea Pavan heeft een mooie ronde van 67 gemaakt en is aan de leiding gegaan en kreeg later Ian Keenan naast zich, een 35-jarige Engelse speler die ook nog geen Tour-overwinning heeft behaald. Drie spelers delen de derde plaats: Pablo Del Grosso, de Zwitser Nicolas Sulzer en Benjamin Hebert, die met een score van 64 het toernooirecord op zijn naam zette.  
Ronde 3 en 4
Benjamin Hebert nam in ronde 3 de leiding over nadat hij een derde ronde van 67 maakte en kwam op een totaal van -12. Een ronde par daarna was voldoende voor zijn eerste overwinning op de Challenge Tour.

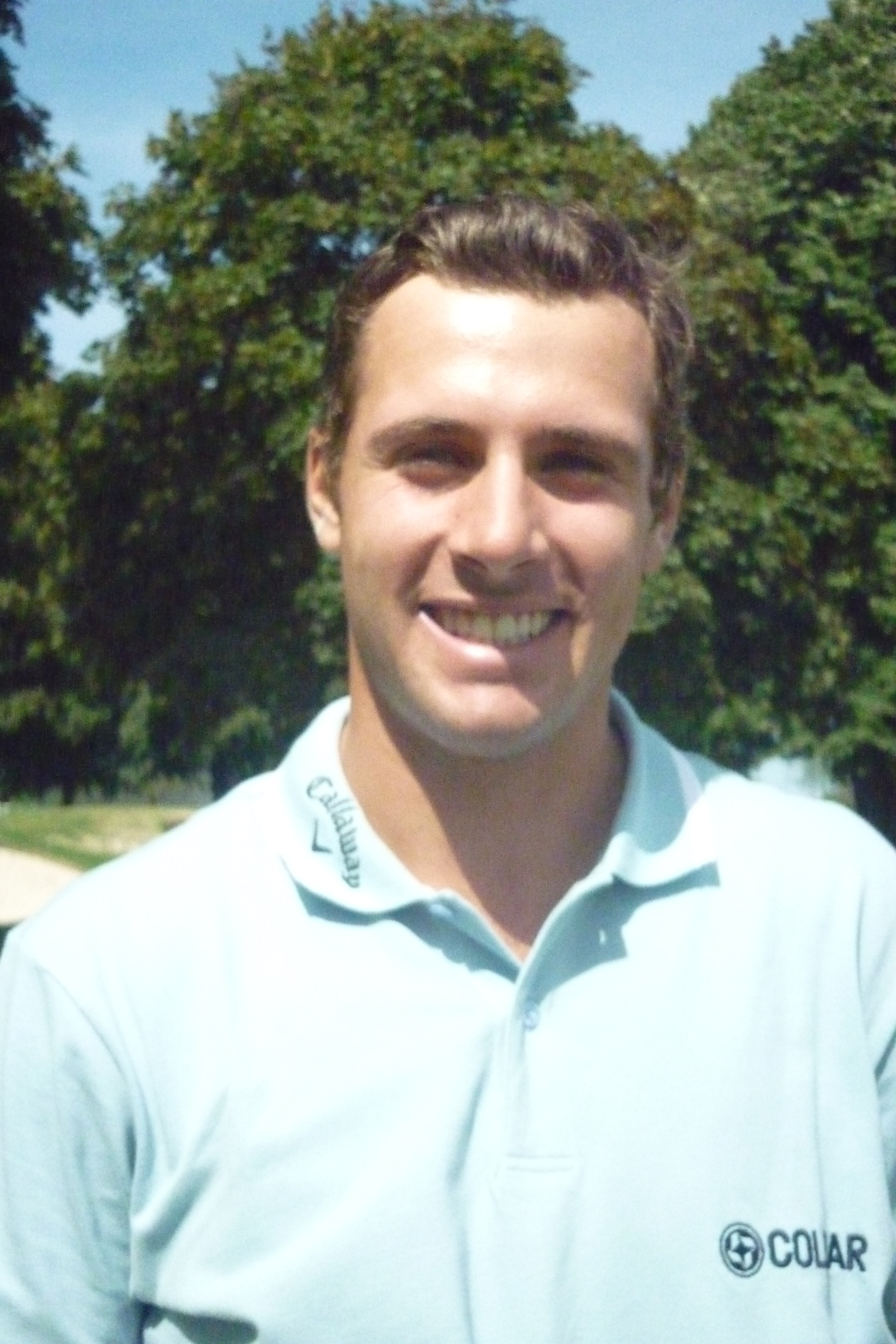
Andrea Pavan, leider ronde 1 en 2

Een vreemde score van Andrea Pavan, die twee rondes aan de leiding stond en in de laatste negen holes +15 maakte en daarmee op de laatste plaats eindigde.
Eindstand
| Naam                  | R1 | Score | Nr   | R2 | Score | Totaal | Nr  | R3 | Score | Totaal | Nr  | R4 | Score | Totaal | Nr  |
| --------------------- | -- | ----- | ---- | -- | ----- | ------ | --- | -- | ----- | ------ | --- | -- | ----- | ------ | --- |
| Benjamin Hebert       | 67 | -4    | T8   | 67 | -4    | -8     | T8  | 67 | -4    | -12    | 1   | 71 | par   | -12    | 1   |
| Jamie Moul            | 66 | -5    | 1    | 70 | -1    | -6     | T8  | 70 | -1    | -7     | T9  | 72 | +1    | -6     | 2   |
| Federico Colombo      | 66 | -5    | 1    | 70 | -1    | -6     | T8  | 68 | -3    | -9     | T2  | 74 | +3    | -6     | T4  |
| Pablo Del Grosso      | 69 | -2    | T28  | 65 | -6    | -8     | T3  | 72 | +1    | -7     | T9  | 74 | +3    | -4     | T9  |
| Daniel Vancsik        | 66 | -5    | 1    | 73 | +2    | -3     | T22 | 69 | -2    | -5     | T20 | 72 | +1    | -4     | T9  |
| Tim Sluiter           | 66 | -5    | 1    | 70 | -1    | -6     | T8  | 71 | par   | -6     | T15 | 75 | +4    | -2     | T14 |
| Nicolas Sulzer        | 67 | -4    | T8   | 67 | -4    | -8     | T3  | 74 | +3    | -5     | T20 | 75 | +4    | -1     | T20 |
| James Heath           | 68 | -3    | T17  | 69 | -2    | -5     | T14 | 67 | -4    | -9     | T2  | 80 | +9    | par    | T21 |
| Jorge Campillo        | 66 | -5    | 1    | 71 | par   | -5     | T14 | 70 | -1    | -6     | T15 | 79 | +8    | +2     | T38 |
| Wil Besseling         | 68 | -3    | T17  | 73 | +2    | -1     | T47 | 70 | -1    | -2     | T42 | 75 | +4    | +2     | T38 |
| Ian Keenan            | 69 | -2    | T33  | 64 | -7    | -9     | T1  | 72 | +1    | -8     | T5  | 81 | +10   | +2     | T38 |
| Gary Houston          | 66 | -5    | 1    | 72 | +1    | -4     | T15 | 74 | +3    | -1     | T51 | 78 | +7    | +6     | T61 |
| Andrea Pavan          | 66 | -5    | 1    | 56 | -4    | -0     | T1  | 75 | +4    | -5     | T20 | 86 | +15   | +19    | T70 |
| Pierre Relecom        | 73 | +1    | T91  | 71 | par   | +1     | MC  |    |       |        |     |    |       |        |     |
| Richard Kind          | 70 | -1    | T48  | 74 | +3    | +2     | MC  |    |       |        |     |    |       |        |     |
| Jurrian van der Vaart | 74 | +2    | T109 | 72 | +1    | +3     | MC  |    |       |        |     |    |       |        |     |
| Guillaume Watremez    | 74 | +2    | T109 | 73 | +3    | +4     | MC  |    |       |        |     |    |       |        |     |

| Leider |  | Toernooirecord |  | MC = missed cut = cut gemist |  | WD = withdrawn = teruggetrokken |

## De spelers
| - Juan Abbate - Antti Ahokas - Matthew Baldwin - Benn Barham - Sion E. Bebb - Adrien Bernadet - Ramon Bescansa - Wil Besseling - Alan Bihan - Jean-Nicolas Billot - Michiel Bothma - Christophe Brazillier - Daniel Brooks - Alessio Bruschi - Andrew Butterfield - Jonathan Caldwell - François Calmels - Jorge Campillo - Emanuele Canonica - Clodomiro Carranza - Julien Clément - Federico Colombo - Matthew Cryer - Gavin Dear - Pablo Del Grosso - François Delamontagne - Matteo Delpodio - Chris Doak - Jack Doherty - Paul Dwyer - Jamie Elson - Klas Eriksson - Joaquin Estevez - Borja Etchart - Ben Evans - Matt Evans - Matt Ford - Chris Gane - Sebi García - Branden Grace | - Julien Guerrier - Peter Gustafsson - Birgir Hafthorson - Scott Harrington - James Heath - Benjamin Hebert - Rasmus Hjelm - Garry Houston - Sam Hutsby - Grant Jackson - Lasse Jensen - Steven Jeppesen - Niall Kearney - Ian Keenan - Lloyd Kennedy - Maximilian Kieffer - Richard Kind - Mikko Korhonen - Max Kramer - Craig Lee - Niklas Lemke - José-Filipe Lima - Sam Little - Gary Lockerbie - Daniel Lokke - Jean-François Lucquin - Mikael Lundberg - Benjamin Miarka - Nick McCarthy - Nicolas Meitinger - Gregory Molteni - Tyrone Mordt - John E Morgan - Colm Moriarty - Jamie Moul - Pedro Oriol - Jason Palmer - Andrea Perrino - Julien Quesne - Bernd Ritthammer | - Victor Riu - James Robinson - Carlos Rodiles - Jake Roos - Charles-Edouard Russo - Elliot Saltman - Wilhelm Schauman - Tim Sluiter - Anthony Snobeck - Matthew Southgate - Roland Steiner - Alessandro Tadini (2010) - Steven Tiley - Jurrian van der Vaart - Francis Valera - Daniel Vancsik - Mads Vibe-Hastrup - Tom Whitehouse - Olly Whiteley - Daniel Wuensche Nationale rangorde 1 Martin Rominger 2 André Bossert 3 Damian Ulrich 4 Nicolas Sulzer 5 Raphaël de Sousa 6 Ken Benz 7 Claudio Blaesi 8 Tino Weiss 9 Alexandre Chopard 11 Robert Wiederkehr 12 Jann Schmid 13 Fredrik Svanberg 14 Jean-Luc Burnier 15 James Johnson 17 Grégory Baumann 21 Franco Li Puma 25 Jon Andrea Nodér - Nicolas D'Incau - Victor Doka | - Anders Schmidt Hansen - Hardeep Thethy - Eddie Pepperell - Alexander Levy - Andrea Maestroni - Nino Bertasio - Pierre Relecom - Guillaume Watremez - Florian Praegnant - Sandro Piaget - HP Bacher - Baptiste Chapellan - Scott Drummond - Henrik Norlander - Jesper Kennegard - Andreas Högberg - Andrea Signor - Nunzio Daniele Lombardi - Trent Leon - Scott Pinckney - Knut Borsheim - Marius Thorp - Jordi García - Jesus Legarrea - Moises Cobo - Nuno Henriques - Andrea Pavan Invitaties - Adrian Otaegui - Billy Henstock - Wei Wei - Matjaz Gojcic - Nico Bollini Amateurs - Arthur Gabella - Joel Girrbach - Marco Iten - Benjamin Rusch |